# Aldo Fabrizi

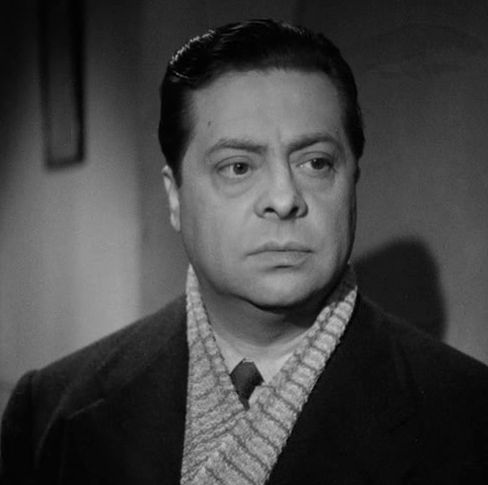
Aldo Fabrizi i filmen Campo de' fiori (1943).

Aldo Fabrizi, född 1 november 1905 i Rom, död 2 april 1990, var en italiensk skådespelare, filmregissör, manusförfattare och komiker. Hans internationellt mest kända roll är som den heroiska prästen Pietro Pellegrini i Rom – öppen stad (1945).

## Filmografi i urval
- 1945 – Rom – öppen stad
- 1950 – Franciscus, Guds gycklare
- 1951 – Guardie e ladri
- 1959 – I tartassati
- 1960 – Blodig revolt
- 1974 – Vi som älskade varann så mycket